# Eurypanopeus hyperconvexus
Eurypanopeus hyperconvexus is een krabbensoort uit de familie van de Panopeidae. De wetenschappelijke naam van de soort is voor het eerst geldig gepubliceerd in 1986 door Garth.